# Cristoforo Babbi
Cristoforo Babbi   (Cesena, 8 de maig de 1745 - Dresden, 19 de novembre de 1814), conegut també com a Christoph Babbi, fou un violinista i compositor italià. Va estudiar violí amb Paolo Alberghi, un deixeble de Giuseppe Tartini. El 1776 va entra a l'Acadèmia Filharmònica de Bolonya.
El 1780 fou nomenat director dels concerts de l'elector de Saxònia, i va compondre simfonies, quartets i altres diverses peces publicades a Dresden el 1789.